# Ryūnosuke Sagara
Ryūnosuke Sagara (jap. 相良 竜之介, Sagara Ryūnosuke; * 17. August 2002 in Takeo, Präfektur Saga) ist ein japanischer Fußballspieler.

## Karriere
Ryūnosuke Sagara erlernte das Fußballspielen in der Jugendmannschaft von Sagan Tosu. Hier unterschrieb er 2020 auch seinen ersten Profivertrag. Der Verein aus Tosu spielte in der höchsten japanischen Liga, der J1 League. Sein Erstligadebüt gab er am 25. November im Heimspiel gegen Vegalta Sendai. Hier wurde er in der 82 für Ryōya Morishita eingewechselt. Sein erstes Tor in der ersten Liga erzielte er am 29. November im Auswärtsspiel gegen Gamba Osaka. Hier traf er in der 11. Minute zur 1:0-Führung. Das Spiel endete 1:1. In seiner ersten Saison bestritt er vier Erstligaspiele. Die Saison 2023 wurde er an den Zweitligisten Vegalta Sendai ausgeliehen. Für den Klub aus Sendai bestritt er 18 Zweitligaspiele. Nach der Ausleihe wurde Sagara am 1. Februar 2024 fest von Sendai unter Vertrag genommen.